# Années 860 av. J.-C.
Les années 860 av. J.-C. couvrent les années de 869 av. J.-C. à 860 av. J.-C.

## Événements
- Vers 870 av. J.-C. : Achab d'Israël restaure la ville de Jéricho[1].
- 870-846 av. J.-C. : règne de Josaphat, roi de Juda[2]. Il continue les réformes religieuses, militaires et administratives commencées par son père Asa en réorganisant la justice et l’enseignement dans les villes de Juda et fait la paix avec Israël[3]. Prospérité de Juda qui reçoit le tribut de la Philistie et d’Édom et contrôle le commerce de l’or venant du pays d’Ophir.
- 863  av. J.-C. :
  - disparition de l'État de E en Chine au profit de Chu[4].
  - fondation de Kaerbadum (Bath) par le roi légendaire Bladud[5].